# سیارک ۱۱۷۸۹
سیارک ۱۱۷۸۹ (به انگلیسی: 11789 Kempowski، نامگذاری:1977RK) یازده هزار و هفتصد و هشتاد و نهمین سیارک کشف شده‌است که در ۵ سپتامبر ۱۹۷۷ کشف شد.